# Hamborn
Hamborn is een deelgemeente (Stadtbezirk) van Duisburg in de Duitse deelstaat Noordrijn-Westfalen. Het omvat de stadsdelen Alt-Hamborn, Marxloh, Neumühl, Obermarxloh en Röttgersbach en telt 71.267 inwoners (2010) op een oppervlakte van 20,84 km².
Tot 1929 was Hamborn een zelfstandige gemeente, die tussen 1900 en 1910 een zeer sterke groei had doorgemaakt: van ruim 30.000 naar ruim 100.000. De groei kwam tot stand nadat August Thyssen vanaf 1889 in Bruckhausen, dat toen tot Hamborn behoorde, verschillende staalfabrieken en hoogovens had gebouwd.
In 1911 kreeg Hamborn stadsrechten. De Stadtkreis Hamborn ging in 1929 samen met Duisburg. De fusiegemeente heette aanvankelijk Duisburg-Hamborn, maar vanaf 1935 nog slechts Duisburg.

## Geboren in Hamborn
- Jacques Halland (1910-2000), pianist en cabaretier

Stadtbezirke: Duisburg-Mitte · Duisburg-Süd · Hamborn · Homberg/Ruhrort/Baerl · Meiderich/Beeck · Rheinhausen · Walsum

Wijken: Aldenrade · Altstadt · Baerl · Beeck · Beeckerwerth · Bergheim · Bissingheim · Bruckhausen · Buchholz · Dellviertel · Duissern · Fahrn · Friemersheim · Großenbaum · Alt-Hamborn · Hochemmerich · Hochfeld · Hochheide · Homberg · Huckingen · Hüttenheim · Kaßlerfeld · Laar · Marxloh · Meiderich · Mündelheim · Neudorf · Neuenkamp · Neumühl · Obermarxloh · Overbruch · Rahm · Rheinhausen-Mitte · Röttgersbach · Ruhrort · Rumeln-Kaldenhausen · Ungelsheim · Alt-Walsum · Vierlinden · Wanheim-Angerhausen · Wanheimerort · Wedau · Wehofen